# カヴァラ (潜水艦)
カヴァラ (USS Cavalla, SS/SSK/AGSS-244) は、アメリカ海軍の潜水艦。ガトー級潜水艦の33番艦。艦名はケープコッドからラプラタ川にかけての南北アメリカ東部海岸沖合の海域に生息するアジ科 (ギンガメアジ属 Caranx、ヨロイアジ属 Carangoides) 、サバ科 (サバ属 Scomber) などの鹹水魚にちなむ。同名のアメリカ軍艦（USS Cavalla）としては初代。退役から5年後にスタージョン級原子力潜水艦35番艦として2代目「カヴァラ(SSN-684)」が就役している。

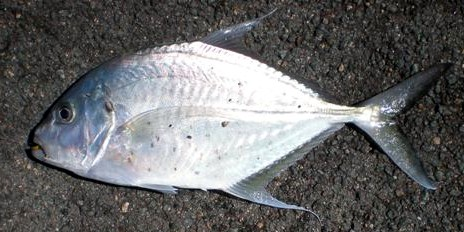
ヒシヨロイアジ（通称Longnose cavalla）

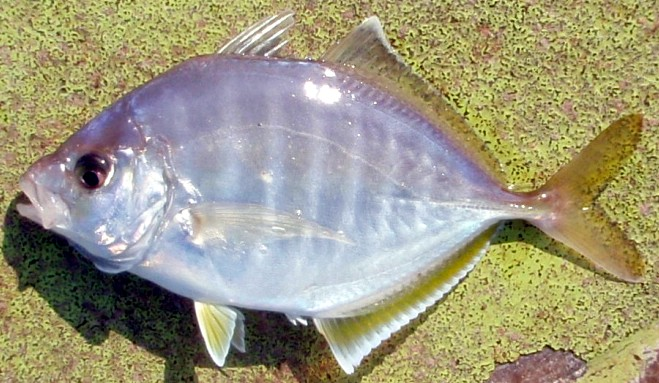
カイワリ（通称Whitefin cavalla）

## 艦歴
「カヴァラ」は1943年3月4日にコネチカット州グロトンのエレクトリック・ボートで起工する。11月14日にM・コムストック夫人によって進水し、艦長ハーマン・J・コスラー少佐（アナポリス1934年組）の指揮下1944年2月29日に就役する。4月11日にニューロンドンを後にして真珠湾に向かい、5月9日に到着した。

### 第1の哨戒 1944年5月 - 8月 マリアナ沖海戦
5月31日、「カヴァラ」は最初の哨戒でフィリピン海に向かった。6月4日にミッドウェー島に立ち寄って給油し出港した後、6月9日にクジラと接触したが異常はなかった。6月11日に帰投中のボーフィン (USS Bowfin, SS-287) と会合した後、担当海域に到着した。
当時、マリアナ諸島に対するアメリカ軍の反攻作戦が行われつつあり、日本艦隊の出現が予想された。そこで、アメリカ軍は日本艦隊の予想進路上に潜水艦を多数配備し、動向をつかもうとした。「カヴァラ」もそうした1隻として参加したのである。その最中、6月13日にレッドフィン (USS Redfin, SS-272) が小沢治三郎中将麾下の第一機動艦隊以下日本艦隊のタウィタウィ出撃を打電し、太平洋艦隊潜水艦部隊司令部は艦隊の予想進路上にある潜水艦に、予想海域に向かうよう下令した。続いてフライングフィッシュ (USS Flying Fish, SS-229) がサンベルナルジノ海峡で第一機動艦隊を、シーホース (USS Seahorse, SS-304) が戦艦「大和」「武蔵」などの艦隊をそれぞれ発見し、これらの情報を元に潜水艦がマリアナ諸島西方海面に集まった。
6月16日も終わろうとする23時3分、サンベルナルジノ海峡の方向に向かっていた「カヴァラ」のレーダーに4つの点が浮かび上がった。これは第一機動艦隊に合流すべく航行中だった、特設運送船（給油）「あづさ丸」（石原汽船、10,022トン）と「玄洋丸」（浅野物産、10,018トン）、駆逐艦「雪風」「浦風」からなる第二補給部隊であり、「カヴァラ」は同部隊を追跡することとし、距離を約15,000m置いて15ノットの速力でこの目標を追跡した。翌6月17日3時40分になって、「カヴァラ」は第二補給部隊を攻撃すべく接近しようとしたところ駆逐艦の反撃を受け、避退を余儀なくされた。5時ごろに浮上したが何も見えず、とりあえず司令部に「タンカー部隊発見」と報告し、7時4分に司令部からの「タンカーの追跡を続けよ」との返事を得て追跡を続行した。その結果、6月17日20時過ぎになって、「カヴァラ」は推定19ノットで航行する第一機動艦隊と接触することに成功した。この時点では攻撃より報告が優先されていたため、潜航して第一機動艦隊をやりすごした後、22時45分に浮上し「15隻以上の戦闘艦発見」と打電した。司令部では翌6月18日8時に、この近辺にいた潜水艦に「『カヴァラ』が発見した地点を目標に、日本艦隊との接触を試みよ」「攻撃を第一に。報告はその次でよい」との指令を出した。この指令を受けた潜水艦の中には、空母「大鳳」を撃沈することとなるアルバコア (USS Albacore, SS-218) もいた。

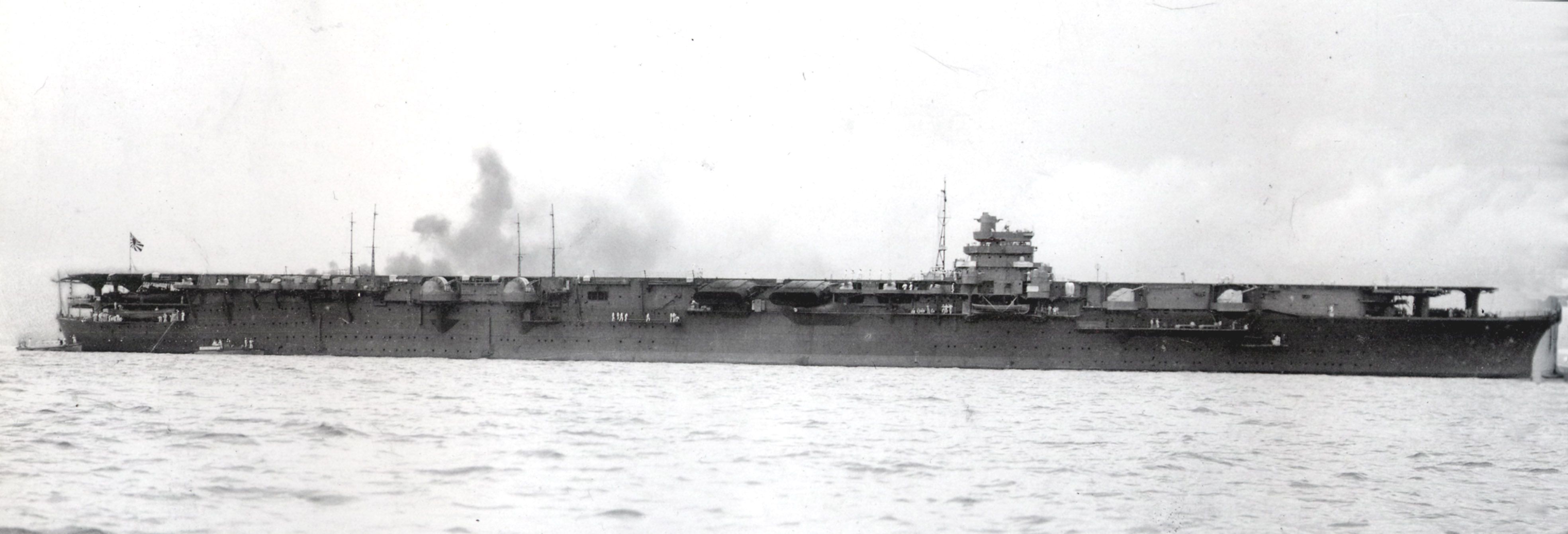
空母「翔鶴」

打電後も「カヴァラ」は、一時潜航することもあったが19ノットの速力で依然第一機動艦隊の触接を続け、6月19日早朝、第一機動艦隊の本隊である甲部隊に追いついた。そして11時18分、艦隊攻撃を行う絶好のポジションを得た。「艦橋にベッドのスプリング状のもの（二一号電探）をつけて、マストに大きな旗（軍艦旗）をはためかせていた」日本海軍の空母「翔鶴」の右舷側に対し、魚雷設定深度を4.5mに調整し、距離約1,100mから魚雷6本を発射。直ちに深深度潜航に移った。やがて3発の命中音が聞こえてきたが、この後には駆逐艦からの3時間に及ぶ爆雷攻撃が待ち受けていた。「カヴァラ」は100発以上もの爆雷に見舞われたが難を逃れ、夕方に浮上した。海戦後、ルソン島方面を行動し、7月1日には機銃に人員を配置して銃火鳴り止まぬサイパン島に接近し、給油艦スアミコ (USS Suamico, AO-49) に横付けして燃料を補給した。燃料補給後は再びルソン島近海で行動し、7月18日午後には、北緯16度02分 東経123度00分 / 北緯16.033度 東経123.000度の地点で50トン級サンパンを発見し、浮上砲戦で撃沈した。8月3日、64日間の行動を終えてマジュロに帰投した。北緯11度50分 東経137度57分 / 北緯11.833度 東経137.950度の地点で「翔鶴」が4発の魚雷を食らって沈没したことは、少し遅れてから司令部が日本側の暗号を解読して判明した。「カヴァラ」のコスラー艦長には、太平洋艦隊司令部の暗号担当班から心づくしのスコッチ・ウイスキーが贈られる話もあったが、ボツになった。

### 第2、第3の哨戒 1944年8月 - 1945年1月
8月30日、「カヴァラ」は2回目の哨戒でルソン島近海に向かった。レザーバック (USS Razorback, SS-394) およびピラーニャ (USS Piranha, SS-389) とともにウルフパックを組み、9月7日から8日にかけてタナパグ湾に立ち寄って給油を行う。当時、ウィリアム・ハルゼー大将率いる第3艦隊がパラオ攻略作戦の援護を企図しており、ハルゼーはフィリピンからカロリン諸島までの広大な海域を潜水艦で哨戒することを望んでいた。日本海軍の艦隊が出動することを念頭に置き、ハルゼーはフィリピンとペリリューの間に「カヴァラ」を含む10隻の潜水艦を、日本海軍が採用したような二重の散開線を構成して配備させた。この散開線は俗に「ハルゼーの動物園」（あるいは単に Zoo ）と呼ばれたが効果は全くなく、以後の作戦で二度と採用されることはなかった。「動物園」に参加した「カヴァラ」以下の潜水艦は、任務終了後ルソン海峡方面に移った。10月9日朝、「カヴァラ」は北緯13度46分 東経118度28分 / 北緯13.767度 東経118.467度の地点で15隻ほどの輸送船団、ミ19船団を発見する。護衛艦をかわして船団に接近し、北緯13度12分 東経118度21分 / 北緯13.200度 東経118.350度の地点で魚雷を4本発射。やがて4つの爆発を確認するが、自身が発射した魚雷とは無関係で、魚雷は命中しなかったと判定された。夜から翌10月10日にかけて、「カヴァラ」はベクーナ (USS Becuna, SS-319) とホークビル (USS Hawkbill, SS-366) から、自分たちが攻撃したのと同じミ19船団への攻撃報告を受信した。10月21日、52日間の行動を終えてフリーマントルに帰投した。
11月14日、「カヴァラ」は3回目の哨戒でホー (USS Hoe, SS-258) およびバヤ (USS Baya, SS-318) とウルフパックを構成し、南シナ海、ルソン島近海に向かった。11月25日未明、「カヴァラ」は北緯02度21分 東経107度20分 / 北緯2.350度 東経107.333度のボルネオ島西方で那智型重巡洋艦と軽巡洋艦と思われる艦影を発見した。シンガポールからブルネイに向かっていた第三十一戦隊旗艦の駆逐艦「霜月」と随伴の駆逐艦「桃」に対して「カヴァラ」は浮上したまま接近し、「那智型重巡洋艦」こと「霜月」に対し魚雷を4本発射。うち2本が4時45分に命中して大爆発の末に轟沈させ、第三十一戦隊司令官江戸兵太郎少将以下司令部員は全員戦死し、乗員も46名しか生存しなかった。12月1日夜には北緯11度16分 東経111度58分 / 北緯11.267度 東経111.967度の地点で「大和型戦艦を含む3隻の戦艦」、実際にはシンガポールから日本本土へ回航中の戦艦「榛名」と護衛の駆逐艦「霞」および「初霜」を探知して追跡を行い、翌12月2日未明に北緯11度35分 東経111度46分 / 北緯11.583度 東経111.767度の地点で魚雷を4本発射したが、命中しなかった。12月10日以降は「バヤ」「ホー」とともに南沙諸島方面に移動して哨戒を行うが、この方面では飛行機しか見なかった。1945年に入ってから「カヴァラ」は南下し、1月5日夜には南緯05度00分 東経112度50分 / 南緯5.000度 東経112.833度のジャワ海で、スラバヤからバリクパパンに向かう輸送船団を発見。浮上攻撃で魚雷を3本発射し、2隻の特設捕獲網艇、「漢江丸」（三光汽船、909トン）と「春川丸」（朝鮮郵船、971トン）に1本ずつ命中させて撃沈した。1月13日、60日間の行動を終えてフリーマントルに帰投した。

### 第4、第5、第6の哨戒 1945年2月 - 9月
2月8日、「カヴァラ」は4回目の哨戒で南シナ海、インドシナ半島方面に向かった。哨戒は浮遊機雷の銃撃爆破を5回行ったほかは特に大きな出来事もなく終了し、攻撃機会もなかった。3月25日、46日間の行動を終えてスービック湾に帰投した。
4月20日、「カヴァラ」は5回目の哨戒でジャワ海、南シナ海方面に向かった。期間の前半は救助任務に従事する。5月19日、ジャワ海の西方海域で作戦中のイギリス潜水艦テラピン (HMS Terrapin, P323) が爆雷攻撃を受けて大破し、フリーマントルに帰投することとなった。5月21日に南緯06度05分 東経114度04分 / 南緯6.083度 東経114.067度の地点で「テラピン」と会合するが、「カヴァラ」は当初、アメリカ潜水艦とは違った艦影に「日本潜水艦」と疑っていた。「テラピン」からの状況説明を受けた「カヴァラ」は哨戒を中止し、「テラピン」を護衛することとなった。5月27日、「カヴァラ」は「テラピン」を護衛し38日間の行動を終えてフリーマントルに帰投した。その後訓練の後6月24日にフリーマントルを出港し、グアムアプラ港には7月8日に到着した。
8月5日、「カヴァラ」は6回目の哨戒で日本近海に向かった。この哨戒ではB-29や艦載機の搭乗員救出を主な活動としていたが、哨戒中に8月15日の終戦を迎えた。しかし、その知らせを聞いてまもなく、日本の爆撃機の攻撃を受けた。潜航して爆撃機が飛び去るのを待つ間、コスラー艦長は祝杯のブランデーをどうするべきか、いつ開けるかを部下に問うた。部下の1人が「日本が降伏の調印をするまで待ちましょう」と答えたのでその通りにした。30分後、浮上して事の次第をハルゼー大将に報告した。数時間後、ハルゼー大将が指揮下の全艦艇にあてた命令である「もしジャップが飛んできたら、敵対的ではなく友好的に撃て」を受信した。8月31日、ガトー (USS Gato, SS-212) ら他の選ばれし潜水艦とともに横須賀に入港。9月2日の降伏文書調印式に立ち会い、その翌日、日本を後にした。9月12日、真珠湾に帰投。その後、アメリカ本土に向かった。10月6日にニューロンドンに凱旋し、1946年3月16日に予備役艦隊に編入された。

### 戦後

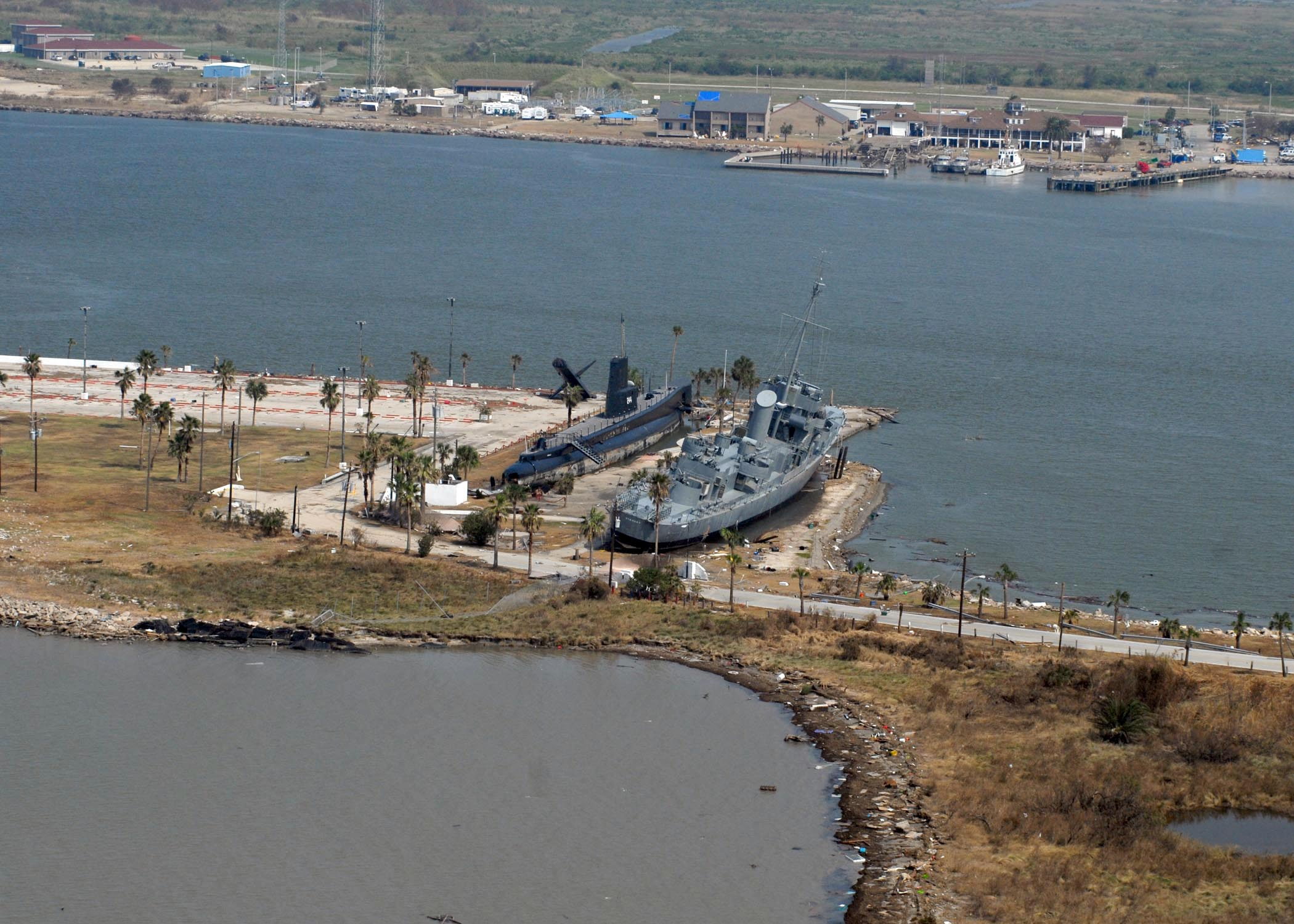
ハリケーン・アイクによって損傷した「カヴァラ」と「スチュワート」

「カヴァラ」は1951年4月10日に現役に復帰し、第8潜水艦隊の1艦としてカリブ海やカナダのノバスコシア州近海での訓練に従事した。1952年9月3日からエレクトリック・ボート社のドックに入渠し対潜潜水艦（SSK）への改装工事を受け、1953年2月18日に対潜潜水艦に艦種変更され、ハルナンバーも　SSK-244 に改められた。同年7月15日、第10潜水艦隊に配属され新しいソナーに関する実験に従事した。1954年1月1日には新しい兵器や装備を評価するための部隊に転属となり、またNATO演習に参加するため何度かヨーロッパに派遣され、1957年6月11日と12日にバージニア州ノーフォークで実施された国際観艦式にも参加した。1959年8月15日、艦種が潜水艦に戻され、ハルナンバーも SS-244 に戻された。1963年7月には実験潜水艦 AGSS-244 に分類され、1969年12月30日に除籍された。
「カヴァラ」は第二次世界大戦の戦功で殊勲部隊章および4つの従軍星章を受章した。その6度の哨戒で第1回と第3回が成功した物として記録された。カヴァラの戦果は4隻34,180トンに上る。
1971年1月21日に「カヴァラ」は第二次大戦テキサス州退役潜水艦員会に移管された。現在テキサス州ガルベストン北部のペリカン・アイランドにあるシーウルフ・パークで、護衛駆逐艦のスチュワートとともに記念艦として公開された。また広範囲な補修が行われ、「カヴァラ」の艦内も自由に見学できる。2008年9月13日にガルベストンに上陸したハリケーン・アイクによって損傷を被ったが、修理の上2009年4月に公開を再開した。